# NGC 6744
NGC 6744 és una galàxia espiral intermèdia situada a uns 25 milions d'anys llum en la constel·lació del Gall Dindi. És considerada una de les galàxies més semblants a la Via Làctia en el veïnatge immediat, amb braços acotonats i nucli allargat. També té una companya galàctica superficialment emblant a la del Núvols de Magellanes.

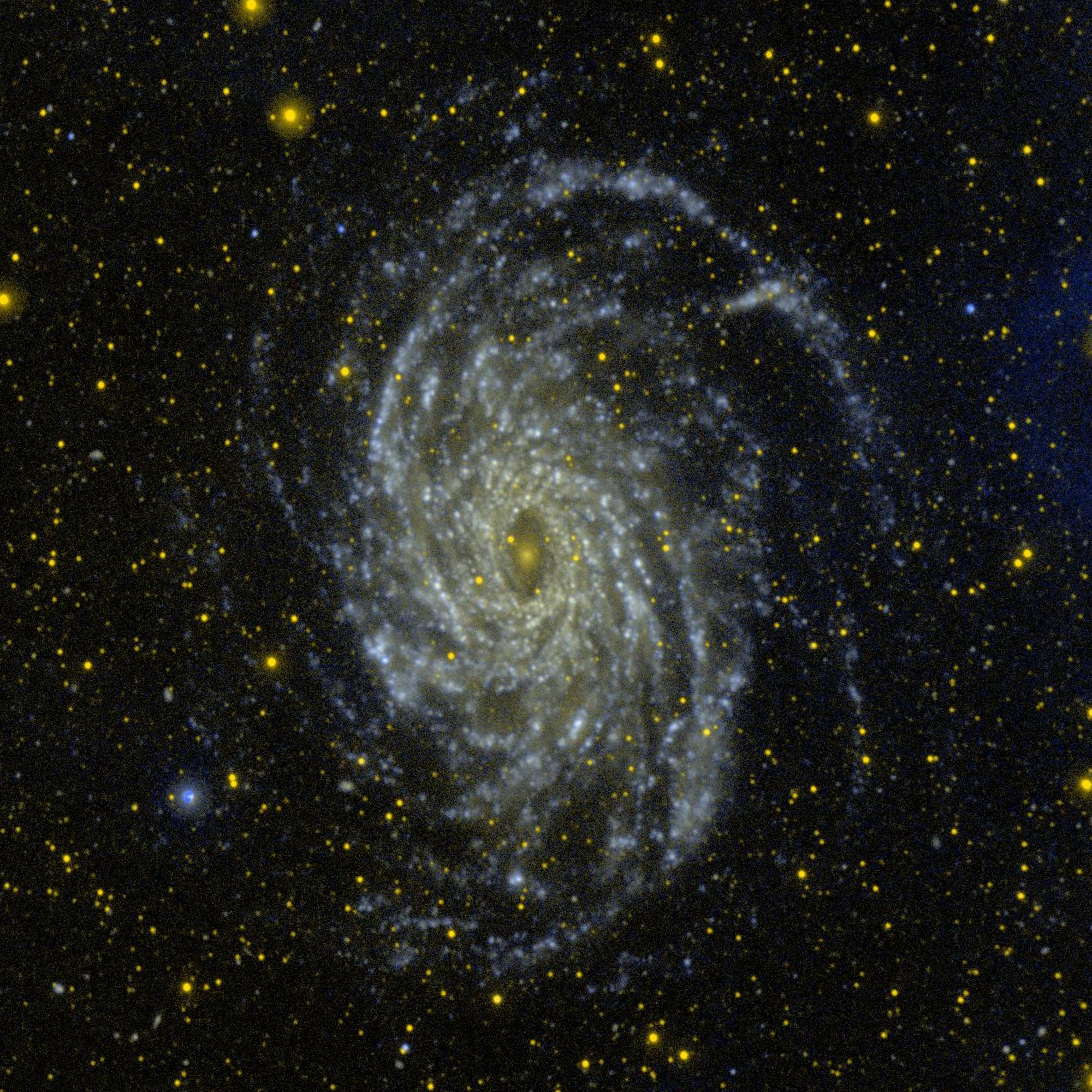
L'NGC 6744 vist pel GALEX